# Carlo Valentini
Carlo Valentini (Lucca, 1790 - 1 d'abril, 1853) fou un compositor italià.
Fou deixeble de Giovanni Pacini i el 1827 fou director de la música del Teatre de Messina, on i va romandre fins a l'any 1835. El 1838 passà a Nàpols, on estrenà la seva òpera Anima, que no aconseguí cap èxit. Més afortunat fou a Roma, on a finals del mateix any donà al teatre la seva òpera Gli aragonesi in Napoli. Al seu retorn a Lucca, on va viure els últims anys de la seva vida, estrenà Il Sonnanbulo i Gli Avventurieri. A més se li deuen les òperes:
- Il capriccio drammatico,
- Il figlio del signor padre,
- Lo spettro parlante,
- L'Orfanella di Ginevra,
- Ildegonda,

A més de les seves òperes aquest compositor va escriure un gran nombre de misses, motets, vigílies i un oratori titulat Les set paraules de Jesucrist, amb acompanyament de piano, dedicat a la princesa Maria Teresa d'Àustria-Toscana.